# Oncostatin-M
Oncostatin-M (OSM) ist ein Protein, das von Säugetieren in aktivierten Leukozyten produziert wird. Es handelt sich um ein Zytokin, das Teil der Signalkaskade zur Steuerung der Hämatopoese ist. Außerdem ist OSM an der Entzündungsreaktion beteiligt. Es ist in der Lage, die Sprossung mehrerer Krebs-Zelllinien positiv oder negativ zu beeinflussen.
OSM wird im Knochenmark und im lymphatischen System als direkte Antwort auf IL-2, IL-3 und EPO erzeugt. Es entfaltet seine Wirkungen seinerseits an OSM-Rezeptoren, von denen es zwei Typen gibt. OSM stimuliert so das Wachstum von Endothelzellen, sowie deren Produktion von Plasminogen-Aktivator, G-CSF, GM-CSF, P-Selectin und IL-6. OSM zählt zur IL-6-Unterfamilie von Zytokinen.